# Darkworks
Darkworks était une société française de développement de jeux vidéo, fondée en 1998 et basée à Paris, qui a fermé ses portes le 26 novembre 2011, par décision du tribunal de commerce de Paris (liquidation judiciaire).

## Jeux développés
- 2001 : Alone in the Dark: The New Nightmare (PlayStation, Windows, Dreamcast)
- 2005 : Cold Fear (Windows, PlayStation 2, Xbox)
- 2006 : Tom Clancy's Ghost Recon Advanced Warfighter (Xbox 360) - co-développement
- 2012 : I Am Alive (Windows, PlayStation 3, Xbox 360 - développement transféré à Ubisoft Shanghaï)

## Projets annulés[2]
- 1998 : 1906: An Antarctic Odyssey (PlayStation 2)
- 2001 - 2002 : Jason (PlayStation 2, Xbox)
- 2001 - 2003 : USS Antarctica / Lost Mantis (PlayStation 2)
- 2003 - 2004 : Orpheus (PlayStation 2, Xbox)
- 2003 - 2004 : Time Crisis Adventure (Xbox)
- 2006 : Lost D (PlayStation 2, Xbox 360)
- 2009 : OneChanbara Reboot (PlayStation 3, Xbox 360)
- 2009 : The Deep (PlayStation 3, Xbox 360)
- 2010 - 2011 : State of Crisis (Windows, PlayStation 3, Xbox 360)
- 2011 : Black Death (Windows, PlayStation 3, Xbox 360)